# Wiejca
Wiejca [ˈvjɛi̯t͡sa] est un village polonais, situé dans la gmina de Kampinos, dans la Powiat de Varsovie-ouest et la voïvodie de Mazovie dans le centre-est de la Pologne.
Il se situe à environ 4 kilomètres à l'est de Kampinos, 22 kilomètres à l'ouest d'Ożarów Mazowiecki et à 35 kilomètres à l'ouest de Varsovie.
Le village a une population de 417 habitants en 2000.
Au sud de Wiecja à la position géographique de 52° 15′ 31″ N, 20° 29′ 56″ E, il y a eu une tour en treillis utilisée pour les relais de liaisons radio. Cette installation, dont la désignation polonais est SLR Wiecja, a été utilisé de 1974 à 1991 pour le relais liaison radio entre Varsovie et RCN Konstantynow.